# روايات نموذجية
هي سلسلة من الروايات القصيرة والتي كتبها ميغيل دي ثربانتس بين عامي 1590 و1612.ولقد نشرها خوان دي لا كويستا عام 1613 في مدريد.وكانت في البداية تسمي روايات نموذجية للترفيه الأكثر صدقاً.وتتكون من اثني عشر قصة قصيرة وتسير علي نهج النموذج المتبع في إيطاليا.وسميت بالنموذجية لانها أول نموذج للروايات باللغة القشتالية(الإسبانية) يتبع طابع تعليمي وأخلاقي.

## تقسيمها
تم تقسيمها الي مجموعتين : تلك التي لها طابع مثالي أو نموذجي واخري لها طابع الواقعية.ويتميز الطابع المثالي بأنه الأقرب للتاثير الإيطالي والذي يناقش مواضيع تتعلق بشئون الحب مع وفرة من الأحداث.أما التي تتبع الطابع الواقعي فهي تصف البيئة وتتناول شخصيات واقعية وغالباً تكون بقصد النقد.

## كاتب هذه الروايات

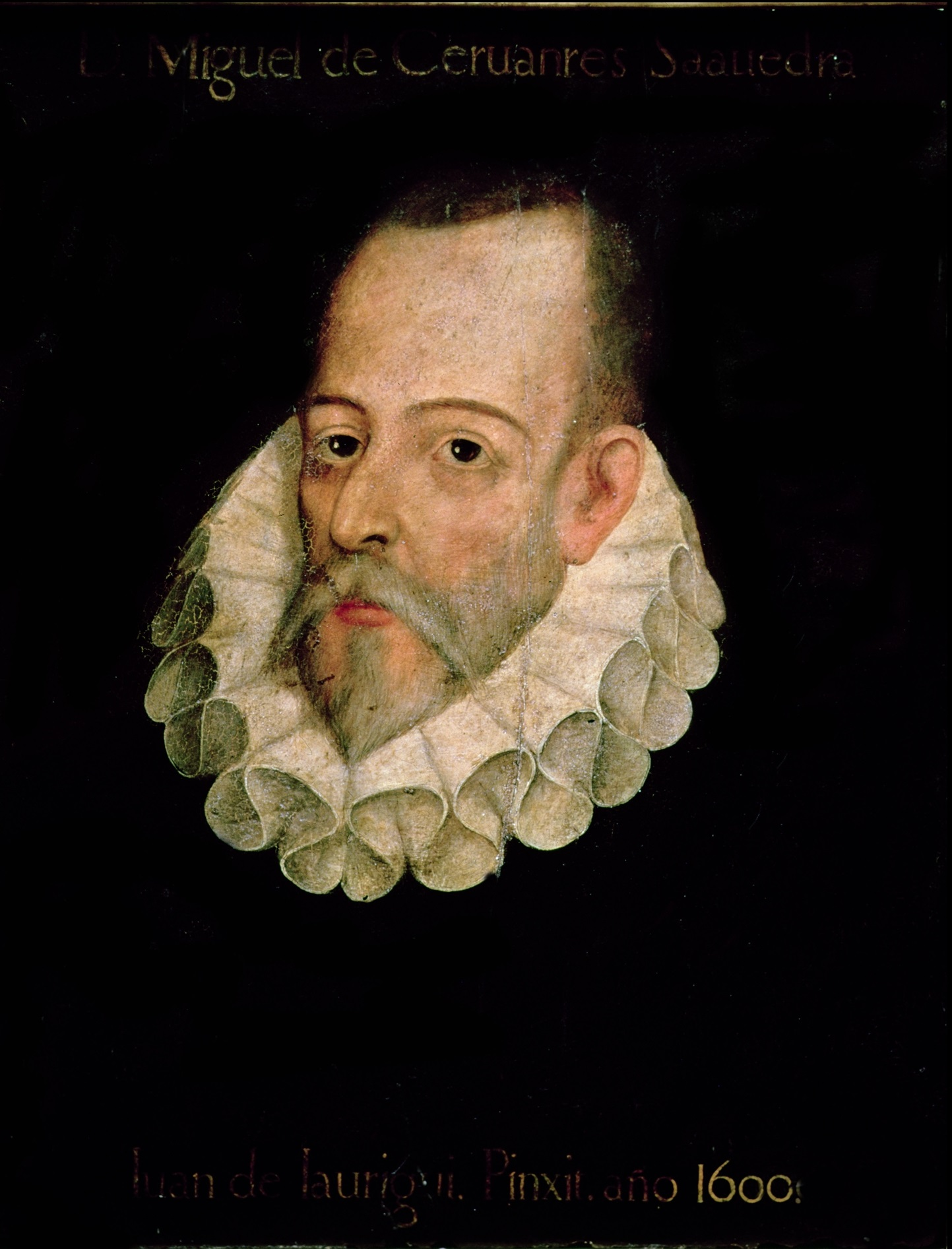

و ميغيل دي ثربانتس وهو واحد من أبرز الأدباء الإسبان في القرن السابع عشر.وهو اشتهر بروايته دون كيخوطي دي لا مانتشا.وهوكاتب ينتمي لعصر النهضة هو عبارة عن حركة ثقافية استمرت تقريبا من القرن الرابع عشر الميلادي إلى القرن السابع عشر. وكانت بدايتها في أواخر العصور الوسطى من إيطاليا ثم أخذت في الانتشار إلى بقية أوروبا.تركت حياة ثربانتس الحافلة بالأحداث أثرا بليغاً في اعماقه، وتجلي ذلك في طغيان روح السخرية والدعابة علي أعماله.يعتبر من بين أشهر الشخصيات الإسبانية في العالم، وقد كرمته بلاده فوضعت صورته علي قطعة ال50 سنتاً الجديدة.كما اعتبر واحداً من أبرز الأدباء الإسبان في القرن السابع عشر.نشر أول رواية خيالية تدور حول حياة الرعاة عام 1585 م مكتوبة بالشعر والنثر أسماها (لا غالاتيا) كتب بين عامي 1585 - 1588 أكثر من عشرين مسرحية لم يبق منها سوى مسرحيتين، كما ألف كثيراً من الشعر.قضى معظم حياته في العصر الذهبي في إسبانيا عندما كانت سفنها غنية ويتكلم المثقفون لغتها وأدبها معروف في أنحاء أوروبا لكنه لم يذق طعم الازدهار والرخاء وتوفي في 23 نيسان 1616 م مات فقيراً معدماً ولم يتذوق طعم الشهرة التي نالها بعدئذ.استطاع ثربانتس أن يفتح أبواب العالم وينير العقول، كما قام بنشر تجربته الخاصة وتعميمها.وبالمثل فإن جائزة ثيربانتس التي تحمل اسمه تعد بمثابة تكريما له على عمله دون كيخوطيي والذي يعد من أعظم الأعمال التي صدرت باللغة الإسبانية.

## أسماء لبعض هذه الروايات
من الروايات التي لها طابع مثالي أو نموذجي :
- رواية العاشق المتحرر هي إحدى الروايات القصيرة التي تنتمي إلى روايات النموذجية لميغيل دي ثربانتس.[5] في تلك الرواية وحد بين عناصر الرواية الموريسكية والرواية البيزنطية، ومع ذلك قام بنقد بعض ملامح الرواية البيزنطية. بجانب موضوع الحب السخى للأسير، تناولت الرواية إيحاءات للسيرة الذاتية لميغيل دي ثيربانتس ولكن مع وجود اختلافات.
- رواية الإسبانية الإنجليزية تتناول الرواية اختطاف فتاة تُدعي ايزابيلا وهي واحدة من الأسرى التي جلبها الإنجليزيين من قادس، وأيضاً أسر شاب يُدعي ريكاريدو من قِبل الأتراك، وتحكي أيضاً عن عودة إيزابيلا إلى أبويها الحقيقين، وفي النهاية تم التقاء المحبين.انها رواية مسلية جداً على الرغم من انها ممتلئة بزوايا مظلمة ومرعبة.ومن خلالها تكشف لنا مايمكن أن يفعله انسان من خطأ لكي يحصل علي ما يريد، ومايفعله من خير مع المعاناة.وهي رواية رائعة لا ينبغي تفويتها، فبطبيعة الحال فهي تساعد الشباب علي فهم تطور الأدب العالمي.[6]
- رواية قوة الدم تروى حياة فتاه جميلة تعرضت لحادثة اغتصاب من قبل شاب غير مسئول ثم تنتهى الرواية بالزواج بينهم.

تطورت أحداث القصة في طليطلة (توليدو) . 
المفردات المستخدمة تعيدنا إلى عصر يسمى العهد أو العصر الذهبي، وبالطبع تختلف هذه المفردات عن المستخدمة حالياً.
اما التي لها طابع واقعي:
- كرواية حوار الكلاب حيث يندد بيرجانثا (كلب يشارك صديقة ثيبيون في بطوله الرواية) أثناء سرده لسيرته الذاتية بالفساد الاجتماعي، وخطابات فلسفية ساخرة من كلا الكلبين تجاة التقاليد الاجتماعية والشرالموجود بالعالم.[8]
- ورواية الغجرية تتبع هذه الرواية النموذج الإيطالي الروائي التي وضعها رموز مثل جيوفاني بوكاتشيو. وتطور هذا النموذج علي يد كُتاب مثل ماتيو بانديو في عصر النهضة الإيطالية. وتعد أكبر رواية من مجموعته الروايات النموذجية، كما استخدم فيها النموذج الأناجنوريسيس أو الاعتراف وهو عنصر سردي روائي يكشف عن اعتراف أحد الشخصيات في لحظات حرجة ببعض المعلومات الهامة عن هويته أو أحبابه أو بيئته، ومنها تم الإقرار بأن الغجرية من أصل نبيل.في هذه الرواية يحكي ثربانتس عن مغامرات فتاة غجرية تسمي بريثيوسا، كما يتحدث عن ثقافة وحياة الغجر.

كما توجد أيضا :
- رواية الغيور الإكستـريمادوري يعتبرها النقاد من الروايات الأكثر نجاحاً من الروايات النموذجية لميغيل دي ثربانتس.إن هذه الرواية وبوضوح شديد مستوحاة من أعمال إيطالية للمؤلفين جيوفاني بوكاتشيو وماتيو بانديو وجيوفاني فرانشيسكو سترابارولا.نلاحظ ان هناك نسختين للرواية مختلفين تماما.النسخة المخطوطة لبورراس دي لا كامارا وهي أكثر مباشرة وأقل غموضاً ونسخة ثرفانتس التي تعد أكثر اتقانا وتترك مجالا للتفسير.تحكي عن رجل نبيل اكسترامادوري يسمي فيليبو دي كاريزاليس، هذا الرجل أهدر ثروته وعندما أتم الأربعين من عمره أصبح فقيراً، فذهب إلى أمريكا ليبدأ من جديد.وفي عشرين عاماً حقق ثروة كبيرة وعاد إلى إسبانيا منتظراً انتهاء حياته، على الرغم من أنه كان لايفكر في الزواج لأنه رجل شديد الغيرة ولكنه تزوج من فتاة صغيرة جداً لديها أربعة عشر عاماً في حين أنه تجاوز الستين عاماً.[9]